# Franz Unger
Franz Joseph Andreas Nicolaus Unger, född 30 november 1800 i Steiermark, död 13 februari 1870 i Graz, var en österrikisk botaniker och paleontolog.
Unger blev 1827 medicine doktor, 1835 professor i botanik och zoologi samt föreståndare för botaniska trädgården i Graz. Åren 1849-68 var han professor i botanisk anatomi och fysiologi vid universitetet i Wien. Emedan han 1823 företagit en resa genom Tyskland, utan myndigheternas tillstånd, blev han vid återkomsten misstänkt för rabulistiska tendenser och hölls fängslad i sju månader. År 1856 försökte jesuiterna störta honom eftersom de ansåg att hans naturvetenskapliga arbeten stred mot religionen, ett försök, som dock misslyckades och i stället väckte den lärda världens sympati för honom. År 1852 företog han en rekreationsresa i Skandinavien och lämnade från densamma en skildring av Linnés Hammarby. År 1858 besökte han Egypten och Syrien, 1859 Joniska öarna och Grekland samt 1862 Cypern, varjämte han tillbringade flera somrar i Dalmatien.
I sin ungdom författade han några skrifter av naturfilosofiskt innehåll, men lämnade snart spekulationernas område. Hans iakttagelser över Vaucherias svärmsporer (1826) väckte stor uppmärksamhet, liksom även hans senare upptäckt av dessa sporers cilier (1843). Lika uppseendeväckande var hans upptäckt av vitmossornas spermatozoider (1834), vilken sedan kompletterades genom motsvarande iakttagelser hos flera blad- och levermossor. Han studerade även så kallad "röd snö" och andra lågt stående alger. Ett viktigt arbete av växtgeografiskt innehåll, Über den Einfluss des Bodens auf die Vertheilung der Gewächse, publicerades 1836. År 1840 meddelade han sina undersökningar Über den Bau und das Wachsthum des Dicotyledonenstammes. Tillsammans med Stephan Ladislaus Endlicher utgav han Grundzüge der Botanik (1843), vars anatomisk-fysiologiska del helt är författad av Unger, och 1846 publicerade han Grundzüge der Anatomie und Physiologie der Pflanzen (svensk översättning med tillägg och anmärkningar av Nils Johan Andersson, 1852). I samband härmed kan nämnas hans Anatomie und Physiologie der Pflanzen (1855) samt Grundlinien der Physiologie und Anatomie der Pflanzen (1866), vilken sistnämnda begagnats som lärobok även vid Sveriges universitet. Åren 1854-68 utgav han en serie Beiträge zur Physiologie der Pflanzen, omfattande 15 olika uppsatser.
Unger var en av de första, som efter britterna Nicol och Pritchard försökte framställa mikroskopiska slipprov av fossila växter. Han redogjorde 1842 i en särskild uppsats för den av honom därvid använda metoden och tog vid sina paleobotaniska arbeten, där så var möjligt, alltid hänsyn till fossilens inre byggnad. Av arbeten på detta område kan nämnas Der versteinerte Wald bei Cairo (1858). De rika fyndorterna för tertiära växtfossil i omgivningarna kring Graz samt de i därvarande museum befintliga samlingarna av sådana föranledde honom att även studera dessa, och han var en av de första, som mera vetenskapligt undersökte den tertiära floran. Hans viktigaste paleobotaniska arbeten är Chloris protogæa (1841-47), Synopsis plantarum fossilium (1845), Genera et species plantarum fossilium (1850), Die fossile Flora von Sotzka (1850), Iconographia plantarum fossilium (1852), Sylloge plantarum fossilium (1859-65), Die fossile Flora von Kumi in Euböa (1866) samt de mera populära Ueber die versunkene Insel Atlantis (1860), Neuholland in Europa (1861), Geologie der europäischen Waldbäume (1869) och Die Urwelt in ihren verschiedenen Bildungsperioden (1851), omfattande 14 ideella landskapsbilder från olika skeden av Jordens utvecklingshistoria med beskrivningar. Under titeln Botanische Streifzüge auf dem Gebiete der Culturgeschichte utgav han nio uppsatser (1857-67) om människornas näringsmedel, om det gamla Egyptens växter, om växtlämningar i fornegyptiskt tegel från muren vid El Kab, om organiska lämningar, inneslutna i tegel från den gamla staden Ramses, m.m. Av andra arbeten kan nämnas Die wissenschaftlichen Ergebnisse einer Reise nach Griechenland und den Jonischen Inseln (1862) och (tillsammans med Kotschy) Die Insel Cypern (1865).

## Auktorsnamn
Auktorsnamnet Unger kan användas för Franz Unger i samband med ett vetenskapligt namn inom botaniken; se Wikipediaartiklar som länkar till auktorsnamnet.